# Watesnegoro
Watesnegoro is een bestuurslaag in het regentschap Mojokerto van de provincie Oost-Java, Indonesië. Watesnegoro telt 9191 inwoners (volkstelling 2010).